# Nationale Landwirtschaftliche Universität
Die Nationale Landwirtschaftliche Universität der Ukraine (NUBiP) auch Nationale Universität für Lebens- und Umweltwissenschaften Kyiv (ukrainisch: Національний університет біоресурсів і природокористування України) ist eine der führenden Bildungs- und Wissenschaftseinrichtungen der Ukraine in Kyiv, Rajon Holossijiw. Über siebenunddreißigtausend Studenten und mehr als 600 Doktoranden, sind in 21 Fakultäten immatrikuliert und werden von mehr als 3000 wissenschaftlich-pädagogischen Wissenschaftlern, darunter 300 Professoren ausgebildet.

## Geschichte
Die Geschichte der Universität beginnt mit der Gründung der Abteilung Agronomie am Polytechnischen Institut Kiew 1898, die im Jahr 1918 in der Fakultät für Agrarwissenschaften umgewandelt wurde. Nach der Gründung verschiedener Institute für Pflanzenbau, Mechanisierung, Elektrifizierung der Landwirtschaft, Ingenieurwesen der Zuckerindustrie und Agrarökonomie wurde die Fakultät zur selbständigen Agrarhochschule und die Institute zu Fakultäten umgewandelt.
Entsprechend dem Erlass des Parlaments der Ukraine Nummer 158 vom 29. Juli 1994 erhielt die Hochschule den Status der nationalen Agraruniversität. Inzwischen pflegt die NUBiP partnerschaftliche Beziehungen zu mehr als hundert Universitäten in Afrika, Amerika, Asien und Europa.

## Bekannte Absolventen
- Trofim Denissowitsch Lyssenko (1898–1976), sowjetischer Biologe und Agronom
- Oleksandr Moros (* 1944), ukrainischer Politiker

## Ehrendoktor
- Josef Herz (* 1939), 1989 bis 2005 Präsident der Fachhochschule Weihenstephan in Freising